# Mohamed Sakho
Mohamed Sakho (* 5. August 1988 in Conakry) ist ein guineischer Fußballspieler.

## Karriere
Sakho begann seine Karriere im Jahr 2004 bei Horoya AC. Nach zwei Spielzeiten ging er für eine Saison zu Hafia FC, danach folgte ES Sahel. Bei ES Sahel feierte Sakho seine bislang größten Erfolge. In seiner ersten Saison wurde er mit Sahel Sieger der CAF Champions League 2007. Durch diesen Titel nahm er mit der Mannschaft an der FIFA-Klub-Weltmeisterschaft teil. Sakho und seine Mannschaftskollegen schieden im Halbfinale gegen Boca Juniors aus.
Im Februar 2008 folgte der Titel-Gewinn des CAF-Supercup. Sakho verließ 2009 Sahel. Er spielte für Olympique de Béja und AS Gabès.
Zur Saison 2011/12 wechselte Sakho zum türkischen Zweitligisten Denizlispor. Hier wurde er, aufgrund des zu späten Eintreffens im Trainingslager, vom Verein entlassen.